# Gyna cyclops
Gyna cyclops es una especie de cucaracha del género Gyna, familia Blaberidae.

## Distribución
Esta especie se encuentra en Somalilandia.